# Paul Graham Wilson
Paul Graham Wilson (Tzaneen, Transvaal, Provincia de Limpopo, 2 de enero de 1928-29 de julio de 2024)[cita requerida] fue un botánico australiano.
Wilson trabajó en South Perth, Australia Occidental. Fue especialista en Rutaceae, Chenopodiaceae y Amaranthaceae.

## Algunas publicaciones
- A taxonomic review of the genera Eriostemon and Philotheca (Rutaceae: Boronieae). Nuytsia 12 ( 2) 1998 : 239–265
- New species and nomenclatural changes in Phebalium and related genera (Rutaceae). Nuytsia 12 ( 2 ) 1998 : 267–288
- Wilson, pg; MA Wilson. 2006. Rhetinocarpha (Asteraceae: Gnaphalieae) : a new genus from Western Australia. Nuytsia 16

- Thiele, KR; PG Wilson. 2008. On the validity of two Mueller names published by Meisner. Australian Systematic Botany Society newsletter 135

### Libros
- Kuo, J; PG Wilson. 2008. Nomenclature of the seagrass Halophila baillonis Ascherson. Aquatic botany 88

- La abreviatura «Paul G.Wilson» se emplea para indicar a Paul Graham Wilson como autoridad en la descripción y clasificación científica de los vegetales.[1]
- La abreviatura «P.Wils.» se emplea para indicar a Paul Graham Wilson como autoridad en la descripción y clasificación científica de los vegetales.[2]